# Collisione aerea di Charkhi Dadri
Il 12 novembre 1996, il volo Saudi Arabian Airlines 763, un Boeing 747 in rotta da Delhi, India, a Dhahran, Arabia Saudita, e il volo Kazakhstan Airlines 1907, un Ilyushin Il-76 in rotta da Şımkent, Kazakistan, a Delhi, si scontrarono sopra la città di Charkhi Dadri, a circa 100 km a ovest di Delhi. Nell'incidente persero la vita tutte le 349 persone a bordo di entrambi gli aerei, rendendo questa la peggior collisione in volo mai avvenuta, nonché il peggior incidente aereo mai avvenuto in India.

## Gli aerei
Il primo velivolo coinvolto era un Boeing 747-168B, marche HZ-AIH, numero di serie 22748, numero di linea 555. Volò per la prima volta nel febbraio 1982 e venne consegnato alla Saudia il mese successivo. Era spinto da 4 motori turboventola Rolls-Royce RB211-524C2. Al momento dell'incidente, l'aereo aveva quasi 15 anni.
Il secondo aereo era un Ilyushin Il-76TD, marche UN-76435, numero di serie 1023413428. Volò per la prima volta nel 1992 e operò da subito per la Kazakhstan Airlines. Al momento dell'incidente, l'aereo aveva circa 4 anni e aveva accumulato 2 643 ore di volo.

## Passeggeri ed equipaggi

### Volo Saudi Arabian Airlines 763
Il comandante del volo era un pilota veterano di 45 anni con più di 9 800 ore di volo. Un articolo pubblicato sul New York Times il 14 novembre 1996 affermava che i 215 Indiani saliti a bordo del volo lavoravano in Arabia Saudita; molti di loro lavoravano o progettavano di lavorare come domestiche, autisti, e cuochi. L'articolo affermava anche che 40 Nepalesi e 3 Americani si erano imbarcati sul volo saudita. Secondo un articolo pubblicato il giorno prima sullo stesso giornale, il manifesto dei passeggeri includeva 17 persone di altre nazionalità, tra cui 9 Nepalesi, 3 Pakistani, 2 Americani, 1 Bengalese, 1 Inglese e 1 Saudita. Dodici membri dell'equipaggio, compresi cinque funzionari antiterrorismo, erano cittadini sauditi.

### Volo Kazakhstan Airlines 1907
Anche il comandante del volo 1907, 44 anni, era di grande esperienza, con oltre 9 200 ore di esperienza di volo. Una compagnia del Kirghizistan noleggiò il volo e il manifesto dei passeggeri includeva principalmente cittadini di etnia russo-kirghisa che intendevano fare acquisti in India. Tredici commercianti kirghisi erano a bordo del volo.

## L'incidente
Il Boeing 747-168B della Saudi Arabian Airlines (Saudia) stava effettuando la prima tratta del servizio passeggeri internazionale Delhi-Dhahran-Gedda come volo SVA763 con 312 persone a bordo. L'Ilyushin Il-76TD della Kazakhstan Airlines stava effettuando un servizio charter dall'aeroporto di Chimkent a Delhi come volo KZA1907. Il volo saudita partì da Delhi alle 18:32 ora locale (13:02 UTC). Quello kazako stava scendendo simultaneamente, per atterrare a Delhi. Entrambi i voli erano controllati dal controllore di avvicinamento VK Dutta. L'equipaggio del Boeing era composto dal comandante Khalid Al-Shubaily, dal primo ufficiale Nazir Khan e dall'ingegnere di volo Ahmed Edrees. L'equipaggio dell'Ilyushin era composto dal comandante Alexander Cherepanov, dal primo ufficiale Ermek Dzhangirov, dall'ingegnere di volo Alexander Chuprov, dal navigatore Zhahanbek Aripbaev e dall'operatore radio Egor Repp.
Il volo kazako venne autorizzato a scendere a 15 000 piedi (4 600 m), quando si trovava a 74 miglia nautiche dal segnale dell'aeroporto di destinazione, mentre quello saudita, viaggiando sulla stessa aerovia, ma nella direzione opposta, venne autorizzato a salire a 14 000 piedi (4 300 m). Circa otto minuti dopo, intorno alle 18:40, KZA1907 riferì di aver raggiunto l'altitudine assegnata di 15 000 piedi (4 600 m), ma in realtà era più in basso, a 14 500 piedi (4 400 m), e stava ancora scendendo. A questo punto, Dutta avvisò il volo: "Traffico identificato a ore 12, reciproco Saudia Boeing 747, 10 miglia nautiche. Rapporto [quando lo avete] in vista".
Quando il controllore cercò di contattare di nuovo il volo kazako, non ricevette risposta. Cercò di avvertire della distanza dell'altro volo, ma era troppo tardi. I due velivoli erano entrati in collisione, con la coda del KZA1907 che aveva tagliato l'ala sinistra e lo stabilizzatore orizzontale del volo saudita. I piloti persero rapidamente il controllo del Boeing paralizzato che entrò in una spirale discendente con il fuoco uscente dall'ala, a causa della collisione. Il Boeing si disintegrò prima di schiantarsi al suolo a una velocità quasi supersonica di 1 135 km/h. L'Ilyushin rimase strutturalmente intatto mentre entrò in una discesa costante, ma rapida e incontrollata fino a quando non si schiantò in un campo. I soccorritori trovarono quattro passeggeri del volo kazako gravemente feriti, ma morirono tutti poco dopo. Due passeggeri del volo saudita sopravvissero all'incidente, ancora legati ai sedili, solo per morire poco dopo per lesioni interne. Alla fine, tutte le 312 persone a bordo del Boeing 747 e tutte le 37 persone sull'Ilyushin Il-76 rimasero uccise.
Il comandante Timothy J. Place, pilota dell'Aeronautica degli Stati Uniti, fu l'unico testimone oculare dell'evento. Stava effettuando un avvicinamento con un Lockheed C-141B Starlifter, quando vide che "una grande nuvola si illuminò di un bagliore arancione".
La collisione ebbe luogo a circa 100 chilometri a ovest di Delhi. Il relitto dell'aereo saudita finì vicino al villaggio di Dhani, distretto di Bhiwani, Haryana. Il relitto dell'aereo kazako colpì il suolo vicino al villaggio di Birohar, distretto di Rohtak, Haryana.

## Le indagini
Sull'incidente indagò la Commissione Lahoti, guidata dall'allora giudice dell'Alta Corte di Delhi Ramesh Chandra Lahoti. Le deposizioni vennero raccolte solo dal controllore del traffico aereo Guild e dalle due compagnie aeree. I registratori dei dati di volo vennero decodificati dalla Kazakhstan Airlines e dalla Saudia sotto la supervisione degli investigatori rispettivamente a Mosca, in Russia, e a Farnborough, in Inghilterra. La causa ultima venne ritenuta essere l'incapacità del pilota del volo Kazakhstan Airlines 1907 di seguire le istruzioni dell'ATC, sia a causa delle turbolenze che a causa di problemi di comunicazione.
La Commissione stabilì che l'incidente era stato colpa del comandante kazako dell'Il-76, che (secondo le prove delle scatole nere) era sceso dall'altitudine assegnata di 15 000 piedi (4 600 m) a 14 500 piedi (4 400 m) e successivamente a 14 000 piedi (4 300 m) e ancora più in basso. Il rapporto attribuì la causa di questa grave violazione delle procedure operative alla mancanza di conoscenza della lingua inglese da parte dei piloti kazaki. Si affidavano interamente al loro operatore radio per le comunicazioni con l'ATC. L'operatore radio non aveva la sua strumentazione di volo e doveva guardare da dietro le spalle dei piloti per le letture dell'altimetro. Funzionari kazaki affermarono che l'aereo era sceso mentre i loro piloti stavano combattendo la turbolenza all'interno di un banco di nubi cumuliformi.
I controllori aerei indiani si lamentarono anche del fatto che i piloti kazaki a volte confondessero i loro calcoli perché abituati a usare altitudini in metri e distanze chilometriche, mentre la maggior parte degli altri Paesi usa rispettivamente i piedi e le miglia nautiche per la navigazione aerea.
A pochi secondi dall'impatto, l'aereo kazako salì leggermente e i due aerei si scontrarono. Questo perché l'operatore radio del volo Kazakistan 1907 scoprì solo allora che non erano a 15 000 piedi (4 600 m) e chiese al pilota di salire. Il comandante diede l'ordine di accelerare al massimo e l'aereo salì, solo per colpire l'aereo saudita. La coda dell'aereo kazako tagliò l'ala sinistra del 747, separando entrambe le parti dai rispettivi aerei. Se i piloti kazaki non fossero saliti leggermente, è probabile che sarebbero passati sotto l'aereo saudita evitando la collisione.
Il registratore dell'aereo saudita rivelò che i piloti stavano recitando la preghiera richiesta, secondo la legge islamica, quando si affronta la morte. L'avvocato del controllore di volo negò la presenza di turbolenze, citando rapporti meteorologici, ma affermò che la collisione era avvenuta all'interno di una nuvola. Ciò fu confermato dalla dichiarazione giurata del comandante Place, il già citato unico testimone oculare dello scontro, che stava volando verso Nuova Delhi al momento dello schianto. I membri del suo equipaggio presentarono dichiarazioni giurate simili.
Inoltre, l'aeroporto internazionale Indira Gandhi non disponeva di un radar di sorveglianza secondario, che fornisce informazioni aggiuntive, come l'identità e l'altitudine dell'aereo, leggendo i segnali del transponder. Invece, l'aeroporto aveva un radar primario, che produce letture di distanza e rilevamento, ma non di altitudine. Inoltre, lo spazio aereo civile intorno a Nuova Delhi aveva un solo corridoio per le partenze e gli arrivi. La maggior parte delle aree separa le partenze e gli arrivi in corridoi separati. Lo spazio aereo aveva un solo corridoio civile perché gran parte dello spazio aereo era occupato dall'Aeronautica Indiana. Il rapporto raccomandava modifiche alle procedure e alle infrastrutture del traffico aereo nello spazio aereo di Nuova Delhi:
- Separazione degli aeromobili in entrata e in uscita attraverso la creazione di più corridoi aerei.
- Installazione di un radar secondario per il controllo del traffico aereo per i dati di altitudine degli aeromobili.
- Equipaggiamento obbligatorio per evitare collisioni di aerei operanti nello spazio aereo indiano.
- Riduzione dello spazio aereo su Nuova Delhi che in precedenza era sotto il controllo esclusivo dell'Air Force indiana.

## Conseguenze
La Direzione Generale dell'Aviazione Civile rese successivamente obbligatorio che tutti gli aeromobili in entrata e in uscita dall'India fossero dotati di un sistema di prevenzione delle collisioni in volo. Ciò stabilì un precedente mondiale per l'uso obbligatorio del Traffic collision avoidance system.

## Cultura di massa
Miditech, una compagnia con sede a Gurgaon, Haryana, ha prodotto un documentario sul disastro chiamato Head On!, trasmesso sul National Geographic Channel.
La collisione aerea di Charkhi Dadri è stata analizzata nella puntata Collisione in volo della settima stagione del documentario Indagini ad alta quota, trasmesso dal National Geographic Channel.